# アーノルト・クライスワイク
アーノルト・クライスワイク（Arnold Kruiswijk, 1984年11月2日 - ）はオランダ出身の元サッカー選手。現役時代のポジションはディフェンダー。

## 来歴
ポルトガルで開催されたUEFA U-21欧州選手権2006の優勝メンバーの一人。その翌年、自国開催だったUEFA U-21欧州選手権2007でも優勝して北京オリンピック出場を決めた。
2010年5月21日、元FCフローニンゲンの監督であったロン・ヤンスが監督を務めるSCヘーレンフェーンと4年契約を締結した。
2019年3月、現役引退を表明。

## 所属クラブ
- FCフローニンゲン 2001-2008
- RSCアンデルレヒト 2008-2010
  - →  ローダJC 2010 (期限付き移籍)
- SCヘーレンフェーン 2010-2014
- フィテッセ 2014-2019